# Xian de Guzhen
Le xian de Guzhen (固镇县 ; pinyin : Gùzhèn Xiàn) est un district administratif de la province de l'Anhui en Chine. Il est placé sous la juridiction de la ville-préfecture de Bengbu.

## Démographie
La population du district était de 625 215 habitants en 1999.